# Acrolophus laticapitana
Acrolophus laticapitana är en fjärilsart som beskrevs av Walsingham 1884. Acrolophus laticapitana ingår i släktet Acrolophus och familjen Acrolophidae. Inga underarter finns listade i Catalogue of Life.